# Сапожки (фильм)
«Сапожки» — советский короткометражный фильм 1972 года по мотивам одноимённого рассказа Василия Шукшина.

## Сюжет
Сельский автомеханик Сергей Духанин вместе с колхозными шоферами едет в город получать новые грузовики. В витрине городского магазина он видит красивые женские сапожки, и решает сделать подарок жене. Поймет ли жена такой романтический жест, как покупка абсолютно ненужных в деревенских условиях дорогущих сапог? К тому же оказывается, что Клавдии сапожки маловаты…

«Хоть один раз-то, думал он, надо сделать ей настоящий подарок. Главное, красивый подарок… Она таких во сне не носила». И так далее. Ну история как история. В меру смешная, в меру трогательная. И до предела, до последней буковки наполненная, насыщенная Любовью в самом подлинном, в самом русском, если хотите, смысле этого слова.

## В ролях
- Георгий Юматов — Сергей Духанин
- Любовь Соколова — Клавдия, его жена

В эпизодах: Иван Рыжов, Юрий Беляев, Анатолий Шаляпин, Елена Фетисенко, Александр Пустяков, Наталья Швец и другие.

## О фильме
Дипломная работа выпускника режиссёрского факультета ВГИКа Алексея Полякова (мастерская Льва Кулешова). Рабочее название фильма было «Подарок».
Фильм — одна из трёх прижизненных экранизаций произведений Шукшина, наряду с фильмами «Одни» (1966) и «Конец Любавиных» (1971), не считая снятых им самим фильмов.
Критикой отмечается, что исполнитель главной роли Георгий Юматов — «актёр явно шукшинского склада», а актриса Любовь Соколова уже играла жён главных героев в экранизациях шукшинских рассказов «Странные люди» и «Конец Любавиных».

## Литературная основа
Фильм снят по одноимённому рассказу Василия Шукшина. Рассказ был первые опубликован в газете «Литературная Россия» за 16 октября 1970 года.
В записной книжке писателя есть заметка о будущем рассказе: «Как муж жене сапожки покупал. Измучился, изнервничался… А привез — они ей не подходят», а по словам жены автора Лидии Федосеевой-Шукшиной, поводом к сюжету рассказ стал реальный случай — когда Шукшин привёз ей из Чехословакии дорогие заграничные сапожки:

Шукшин редко выезжал за рубеж. Мы вообще жили не бедно, но скромно. И тут он выбрался в Чехословакию и привез мне оттуда сапоги — уж такие красивые, но на два размера меньше… Я кое-как ногу в сапог утолкала, но молния ни за что не застегивалась. Шукшин ушел на кухню и зовет оттуда: «Ну, покажись!». Я заплакала… 
При этом по её же словам в рассказе сапожки названы неправильно, что в корне меняет ассоциации — герой назвает их не «пипеточки», это опечатка допущенная в типографии, а ласково: «пинеточки» — обувочка для грудных младенцев.